# Hyaloseris
Hyaloseris, rod od nekoliko vrsta glavočika', rasprostranjenih po Andama Bolivije i Argentine u Južnoj Americi.

## Vrste
1. Hyaloseris andrade-limae Cristóbal & Cabrera
2. Hyaloseris camataquiensis Hieron. ex Fiebrig
3. Hyaloseris cinerea (Griseb.) Griseb.
4. Hyaloseris longicephala B.L.Turner
5. Hyaloseris quadriflora J.Kost.
6. Hyaloseris rubicunda Griseb.